# Dämon des Meeres
Dämon des Meeres is een Duits-Amerikaanse dramafilm uit 1931 onder regie van Michael Curtiz. Het scenario is gebaseerd op de roman Moby Dick (1851) van de Amerikaanse auteur Herman Melville. In Nederland werd de film destijds uitgebracht onder de titel De zeeduivel. De film wordt thans als verloren beschouwd.

## Verhaal
Kapitein Ahab is op zoek naar Moby Dick, een walvis hem bij eerder bijna had gedood. Sinds die ontmoeting is de kapitein erdoor geobsedeerd om het dier te vangen.

## Rolverdeling
| Acteur                 | Personage     |
| ---------------------- | ------------- |
| William Dieterle       | Kapitein Ahab |
| Lissy Arna             |               |
| Anton Pointner         |               |
| Karl Etlinger          |               |
| Carla Bartheel         |               |
| Philipp Lothar Mayring |               |
| Bert Sprotte           |               |
| Otto Kottke            |               |
| Reinhold Pasch         |               |
| John Eskridge          |               |
| Adolph Milar           |               |